# 6-endo-ヒドロキシシネオールデヒドロゲナーゼ
6-endo-ヒドロキシシネオールデヒドロゲナーゼ（6-endo-hydroxycineole dehydrogenase）は、次の化学反応を触媒する酸化還元酵素である。
6-endo-ヒドロキシシネオール + NAD+ {\displaystyle \rightleftharpoons } 6-オキソシネオール + NADH + H+
反応式の通り、この酵素の基質は6-endo-ヒドロキシシネオールとNAD+、生成物は6-オキソシネオールとNADHとH+である。
組織名は6-endo-hydroxycineole:NAD+ 6-oxidoreductaseである。